# ジャン＝ジャック・ティジエ
ジャン＝ジャック・ティジエ（Jean-Jacques Tizié、1972年9月7日 - ）は、コートジボワールの元サッカー選手。元コートジボワール代表。ポジションはゴールキーパー。

## 来歴
2000年にコートジボワール代表デビュー。アフリカネイションズカップ2006では決勝まで全6試合に出場、準優勝した2006 FIFAワールドカップでも2試合に出場した。コートジボワール代表で通算26試合に出場した。

## 代表歴

### 出場大会
- コートジボワール代表
  - 2006 FIFAワールドカップ

### 試合数
- 国際Aマッチ 26試合 0得点（2000年-2006年）[1]

| コートジボワール代表 | 国際Aマッチ | 国際Aマッチ |
| 年                   | 出場        | 得点        |
| -------------------- | ----------- | ----------- |
| 2000                 | 3           | 0           |
| 2001                 | 0           | 0           |
| 2002                 | 1           | 0           |
| 2003                 | 2           | 0           |
| 2004                 | 5           | 0           |
| 2005                 | 4           | 0           |
| 2006                 | 11          | 0           |
| 通算                 | 26          | 0           |